# 等値線

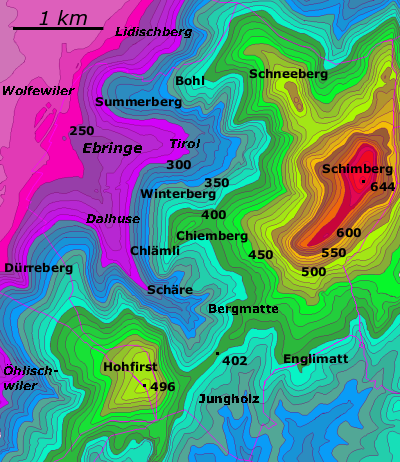
色分けされた等高線図(:De:Schönberg (Ebringen) 独)

等値線（とうちせん）とはある図面上（地図上）で、ある量の値が同じであるような点を結んだ線。一定値ごとに等値線を描いた図面を等値線図（とうちせんず）とよび、属性・分布状況が感覚的にわかりやすい。等値線図を見やすくするため、右図のように各等値線の間の帯ごとに段階的に色彩を施すことも多い。

## 応用
等値線図が用いられる分野には以下の例がある。

### 気象、天気、気候
天気・気候の分野では、等圧線による気圧配置図、気温の同じ地点を結んだ等温線で表す温度分布図が、産業活動や日常生活に指針を与えている。
また、このような観測値の平均だけでなく、継続日数（無霜期間など）や日数（降水日数など）なども等値線で表される。

### 測量、地形図
地形を表現するためにもよく用いられ、高さの等値線を等高線、深さの等値線を等深線とよぶ。

### 地球科学
ある地点からの時間距離を示す等時間線図は、地震や音などの伝達状況を知る際に有効である。
地震波トモグラフィーは、震源からの地震波の到達時間の等しい距離を結ぶことで、地球の内部構造を解析・表現する。

### 農業
このほか、10アール当り収穫量、耕地率、道路密度なども等値線で表現される。